# 한국매장문화재협회
한국매장문화재협회는 문화재 조사연구와 보존보호를 통해 문화재의 역사 문화 학술적 가치 창출, 회원기관과 조사연구원의 지원 및 지도 감독 사무를 수행하여 공익성, 공공성 및 학술성 제고를 목적으로 2005년 12월 8일 설립허가된 대한민국 문화체육관광부 소관의 사단법인이다.

## 주요 사업
- 문화재의 보존·보호에 관한 사업
- 문화재 조사·연구의 진흥·육성에 관한 사업
- 문화재 조사연구의 표준화에 관한 사업
- 문화재조사연구기관의 등록 및 조사연구원의 자격인증에 관한 사업
- 국가로부터 위탁받은 사업
- 문화재조사연구에 관한 윤리강령의 제정·시행
- 회원 상호간의 협력 및 교류지원에 관한 사업
- 회원 상호간의 분쟁조정과 회원의 지도·감독
- 조사연구원의 재교육 및 인력양성에 관한 사업
- 회원 및 조사연구원의 권익신장에 관한 사업
- 학술연구지원 및 학술지 발간에 관한 사업
- 회원의 수탁 또는 위탁업무에 대한 보증사업
- 발굴관련 민원조정에 관한 사업
- 문화재관련 공익활동지원에 관한 사업
- 조사보고서의 평가에 관한 사업
- 출토유물의 보관 및 보존처리의 지원에 관한 사업
- 기타 본회의 목적을 달성하기 위하여 필요한 사업과 수익사업